# Заиграево (станция)
Заигра́ево — станция Восточно-Сибирской железной дороги на Транссибирской магистрали.
Расположена в посёлке городского типа Заиграево, административном центре Заиграевского района Республики Бурятия, на 5698 километре Транссиба.

## История
Основана в 1900 году.
В 2012 году прекращено пригородное движение поезда Улан-Удэ — Горхон по Транссибирской магистрали. В 2014 году отменена электричка Улан-Удэ — Петровский Завод.
В 2012 году начато строительство нового вокзального комплекса, открытие которого состоялось в декабре 2016 года.
С мая 2017 года возобновлено движение электропоезда Улан-Удэ — Петровский Завод (с мая по октябрь, дважды в неделю).

## Дальнее следование по станции
По состоянию на июнь 2019 года через станцию проходят следующие поезда дальнего следования:
| № поезда       | Маршрут движения       | № поезда       | Маршрут движения       |
| -------------- | ---------------------- | -------------- | ---------------------- |
| 69             | Чита — Москва          | 70             | -                      |
| 77             | Нерюнгри — Новосибирск | 78             | Новосибирск — Нерюнгри |
| 99             | Владивосток — Москва   | 100            | Москва — Владивосток   |
| 321 "Баргузин" | Забайкальск — Иркутск  | 322 "Баргузин" | Иркутск — Забайкальск  |

## Пригородное сообщение по станции
| № поезда | Маршрут движения            | № поезда | Маршрут движения            |
| -------- | --------------------------- | -------- | --------------------------- |
| 6649     | Петровский Завод — Улан-Удэ | 6650     | Улан-Удэ — Петровский Завод |
| 6651     | Петровский Завод — Улан-Удэ | 6652     | Улан-Удэ — Петровский Завод |